# Kodaika escheri
Genre
Espèce
Kodaika escheri, unique représentant du genre Kodaika, est une espèce d'opilions laniatores de la famille des Assamiidae.

## Distribution
Cette espèce est endémique du Tamil Nadu en Inde. Elle se rencontre dans les Palni Hills dans le district de Dindigul vers Kodaikanal.

## Description
Le mâle syntype mesure 3 mm et la femelle syntype 4 mm.

## Publication originale
- Roewer, 1929 : « Süd-indische Skorpione, Chelonethi und Opilioniden. » Revue suisse de zoologie, Genève, vol. 36, no 4, p. 609–639 (texte intégral).